# Анновка (Великоандрусовская сельская община)
Анновка (укр. Ганнівка) — село в Великоандрусовской сельской общине Александрийского района Кировоградской области Украины.
До 2020 года входило в Светловодский район
Население по переписи 2001 года составляло 23 человека. Почтовый индекс — 27532. Телефонный код — 5236. Код КОАТУУ — 3525281203.